# Tải lượng đáy

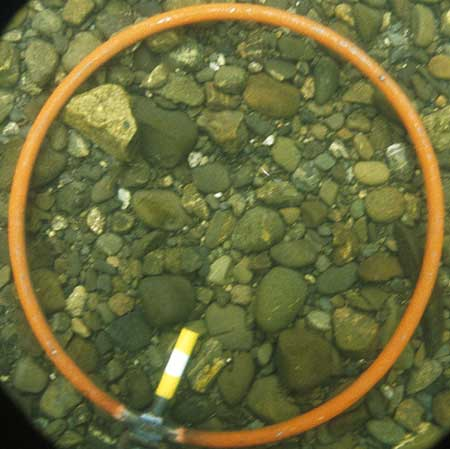
Trầm tích tải lượng đáy ở đáy trũng của lạch Campbell ở Alaska.

Tải lượng đáy mô tả các hạt trong một chất lưu chuyển động (thường là nước chảy) được vận chuyển dọc theo lòng của dòng chảy đó. Tải lượng đáy là bổ sung cho tải lượng lơ lửng và tải lượng rửa trôi.
Tải lượng đáy di chuyển bằng cách lăn, trượt và/hoặc nhảy cóc.
Thông thường, các hạt của tải lượng đáy ở hạ lưu sẽ nhỏ hơn và thuôn tròn hơn so với các hạt của tải lượng đáy ở thượng lưu sông suối, một quá trình gọi là làm mịn xuôi dòng. Điều này một phần là do sự cọ mòn và mài mòn do các viên đá va chạm với nhau và với lòng sông suối, do đó dẫn tới sự loại bỏ các kết cấu thô (làm tròn) và làm giảm kích thước của các hạt. Tuy nhiên, sự vận chuyển chọn lọc của trầm tích cũng đóng một vai trò liên quan đến làm mịn xuôi dòng: các hạt nhỏ hơn trung bình dễ bị dòng nước cuốn theo so với các hạt lớn hơn trung bình, vì ứng suất cắt cần thiết để cuốn một hạt là tỷ lệ thuận với đường kính của hạt. Tuy nhiên, mức độ chọn lọc kích thước bị hạn chế bởi hiệu ứng ẩn được Parker và Klingeman mô tả năm 1982, trong đó các hạt lớn hơn nhô ra khỏi đáy trong khi các hạt nhỏ bị các hạt lớn hơn che chắn và che giấu, với kết quả là gần như tất cả các hạt thuộc mọi kích thước bị cuốn đi ở mức ứng suất cắt gần như bằng nhau.
Các quan sát thực nghiệm cho thấy rằng một dòng chảy bề mặt tự do đồng nhất trên một mặt phẳng ít kết dính hơn không thể cuốn theo các trầm tích dưới một giá trị tới hạn {\displaystyle \tau _{*}} của tỷ lệ giữa các đo đạc lực thủy động lực (gây mất ổn định) và lực hấp dẫn (ổn định) tác dụng lên các hạt trầm tích, được gọi là ứng suất Shields {\displaystyle \tau _{*}}. Đại lượng này đước tính theo công thức:
{\displaystyle \tau _{*}={\frac {u_{*}^{2}}{(s-1)gd}}},
Trong đó {\displaystyle u_{*}}là vận tốc ma sát, s là mật độ hạt tương đối, d là đường kính hạt hiệu dụng bị cuốn theo dòng chảy và g là trọng lực. Công thức Meyer-Peter-Müller cho khả năng tải lượng đáy trong điều kiện dòng chảy cân bằng và đồng đều phát biểu rằng cường độ của thông lượng tải lượng đáy {\displaystyle q_{s}} trên một đơn vị chiều rộng tỷ lệ thuận với phần dư ứng suất cắt so với ứng suất cắt tới hạn {\displaystyle \tau _{*c}}. Cụ thể, {\displaystyle q_{s}} là một hàm phi tuyến tăng đơn điệu của phần dư ứng suất Shields {\displaystyle \phi (\tau _{*}-\tau _{*c})}, thường được thể hiện dưới dạng một quy luật hàm số lũy thừa.